# Tolpia leucomera
Melaleucia leucomera là một loài bướm đêm trong họ Erebidae.